# Colobothea crassa
Colobothea crassa là một loài bọ cánh cứng trong họ Cerambycidae.